# Štóla (moučník)
Štóla, česky běžně i štola, je druh pečeného vánočního moučníku. Uvnitř je zapečené například sušené ovoce a ořechy a z vrchu je štóla posypaná moučkovým cukrem. Má tvar bochníku, který má připomínat „malého Ježíška zabaleného v plenkách“, a pochází z Německa. Stejně jako u národních jídel existuje tolik variant, kolik je oblastí, jen v německém Sasku lze nalézt krušnohorskou štólu, vogtlandskou štólu, lužickou štólu a také nejznámější drážďanskou štólu. Právě v Drážďanech byla údajně, podle historických zdrojů, poprvé upečena.

## Historie
První zmínka o štóle jako o vánočním pečivu je z roku 1329, kdy byla věnována Jindřichu I., biskupu v Naumburgu nad Sálou, jako vánoční dárek. V Drážďanech se objevuje štóla v roce 1474, kdy byla uvedena na účtu křesťanské nemocnice sv. Bartoloměje jako tzv. Christbrod.
Protože se štóla dlouhou dobu pekla jen jako církevní postní jídlo (z mouky, kvasnic a vody), nesmělo se do ní přidávat ani máslo ani mléko. Místo másla se používal olej. Saský kurfiřt vévoda Albrecht III. požádal tehdejšího papeže Inocence VIII. o zrušení zákazu používání másla při výrobě Drážďanské štóly. Papež jeho žádosti vyhověl vydáním tzv. Listu o másle v roce 1491. Na oplátku však zatížil drážďanské pekaře poplatky, ze kterých se hradila výstavba církevních chrámů.
Na přelomu 15. a 16. století se štóla jako Christbrote uff Weihnachten prodávala na Striezelmarktu, nejstarším vánočním trhu v Německu. A od roku 1560 dodávali pekaři každoročně jednu nebo dvě štóly o váze 36 liber (cca 18 kilogramů) a délce 5 stop (cca 1,5 m) saskému králi u příležitosti vánočních svátků.
V roce 1730 uspořádal August II. Silný velkolepou vojenskou oslavu Zeithainer Lustlager, na niž si nechal připravit štólu o váze 1,8 tuny, délce 27 stop a šířce a výšce 18 stop. Pro tuto štólu musela být speciálně vybudována pec. Ke krájení štóly byl zhotoven i odpovídající nůž.
Současná podoba a základní recept Drážďanské štóly byl ustálen již na začátku 20. století. Dnes existuje asi 150 pekařů a cukrářů v Drážďanech a okolí, kteří pečou podle vlastních rodinných receptů. Tito pekaři založili v roce 1991 ochranný svaz pekařů Drážďanské štóly Schutzverband Dresdner Stollen na podporu ochranné známky Dresdner Stollen ®. Na popud ochranného svazu bylo vydáno rozhodnutí, že pod názvem Echter Dresdner Christstollen a Original Dresdner Christstollen smějí být vyráběny a distribuovány pouze štóly pocházející z Drážďan a jejich okolí.

## Slavnosti Drážďanské vánoční štóly
Výročí oslavy Zeithainer Lustlager vychází každoročně na sobotu před druhou adventní nedělí, kdy se jako vzpomínka na tuto příležitost pořádají od roku 1994 Slavnosti Drážďanské vánoční štóly. Slavnostní průvod prochází drážďanským Altstadtem přes náměstí Schlossplatz. Právě na náměstí Schlossplatz se vyzdobená téměř čtyřtunová štóla na povoze taženém koňmi slavnostně odhalí. Po ukončení průvodu je štóla ceremoniálně nakrájena 1,2 metrů dlouhým nožem a beze zbytku rozdána mezi návštěvníky trhu Striezelmarkt.
Součástí slavností je i volba patronky slavnosti, tzv. Dresdner Stollenmädchen. Patronka se vybírá z mladých pekařek a cukrářek a reprezentuje Drážďanskou štólu při významných propagačních událostech.

## Rekordy
Největší vánoční štóla, měřící přes 72 metrů, byla vytvořena v roce 2010 v nizozemském Haarlemu.

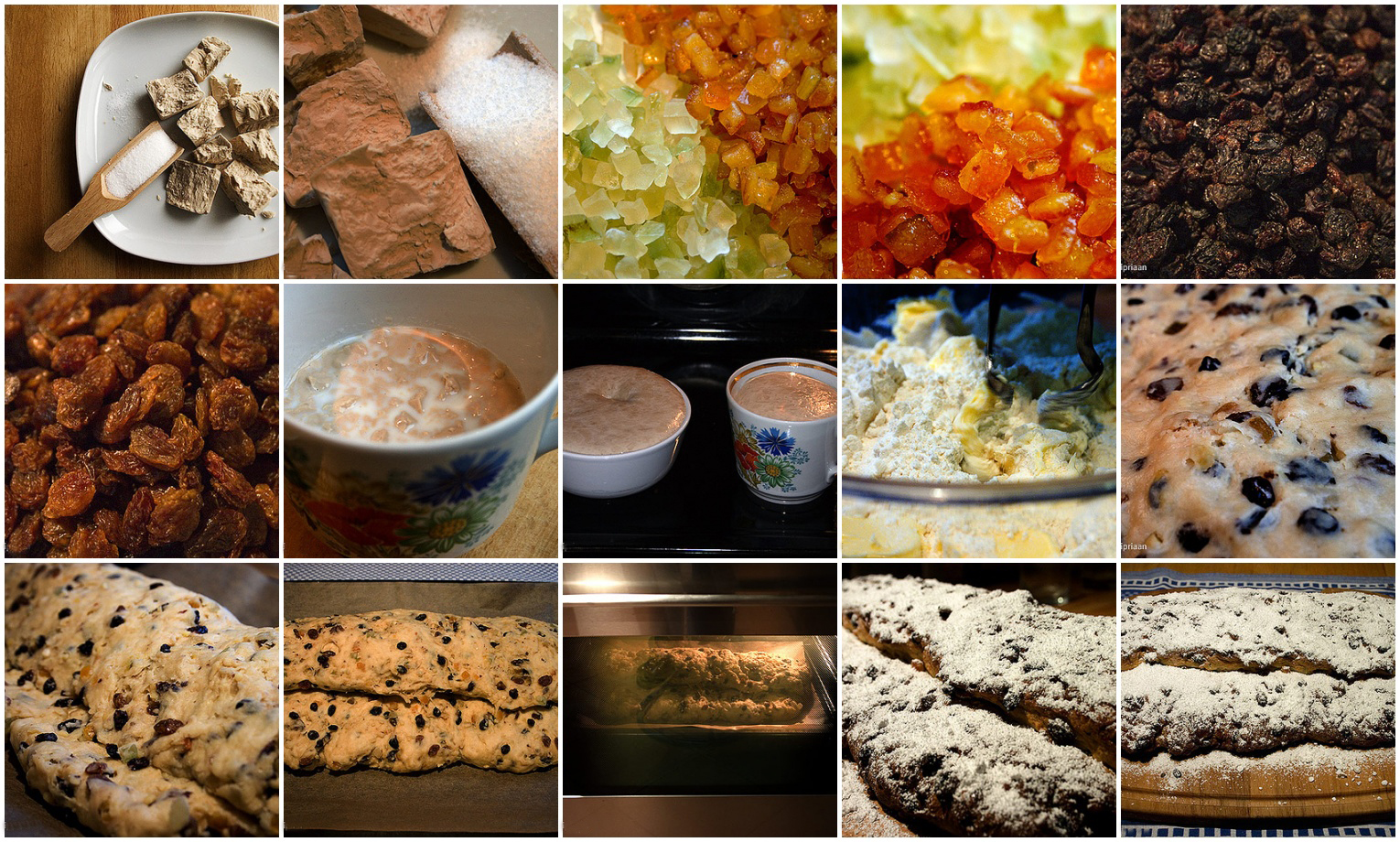
Jak připravit drážďanskou štólu